# Pedregal de San Nicolás
Pedregal de San Nicolás är en ort i Mexiko.   Den ligger i kommunen Atotonilco el Grande och delstaten Hidalgo, i den sydöstra delen av landet, 110 km norr om huvudstaden Mexico City. Pedregal de San Nicolás ligger 2 049 meter över havet och antalet invånare är 195.
Terrängen runt Pedregal de San Nicolás är huvudsakligen kuperad, men västerut är den bergig. Runt Pedregal de San Nicolás är det ganska tätbefolkat, med 96 invånare per kvadratkilometer. Närmaste större samhälle är Atotonilco el Grande, 14,5 km sydost om Pedregal de San Nicolás. Trakten runt Pedregal de San Nicolás består i huvudsak av gräsmarker.